# Фрутуозу-Гомис
Фрутуозу-Гомис (порт. Frutuoso Gomes)  —  муниципалитет в Бразилии, входит в штат Риу-Гранди-ду-Норти. Составная часть мезорегиона Запад штата Риу-Гранди-ду-Норти. Входит в экономико-статистический микрорегион Умаризал. Население составляет 4360 человек на 2007 год. Занимает площадь 63,278 км². Плотность населения — 68,9 чел./км².
Праздник города — 20 декабря.

## История
Город основан в 1963 году.

## Статистика
- Валовой внутренний продукт на 2003 год составляет 9 814 519,00 реалов (данные: Бразильский институт географии и статистики).
- Валовой внутренний продукт на душу населения на 2003 год составляет 2154,67 реалов (данные: Бразильский институт географии и статистики).
- Индекс развития человеческого потенциала на 2000 год составляет 0,639 (данные: Программа развития ООН).

## География
Климат местности: тропический.